# آیین سیک

خاندا، نماد آئین سیک. این نماد معرف بسیاری از اعتقادات پایه‌ای سیک است. شمشیر خاندا (شمشیر دولبه) نماد قدرت و حقیقت، دایره معرف اتحاد و شمشیر خمیده بیانگر روح سلحشوری است.

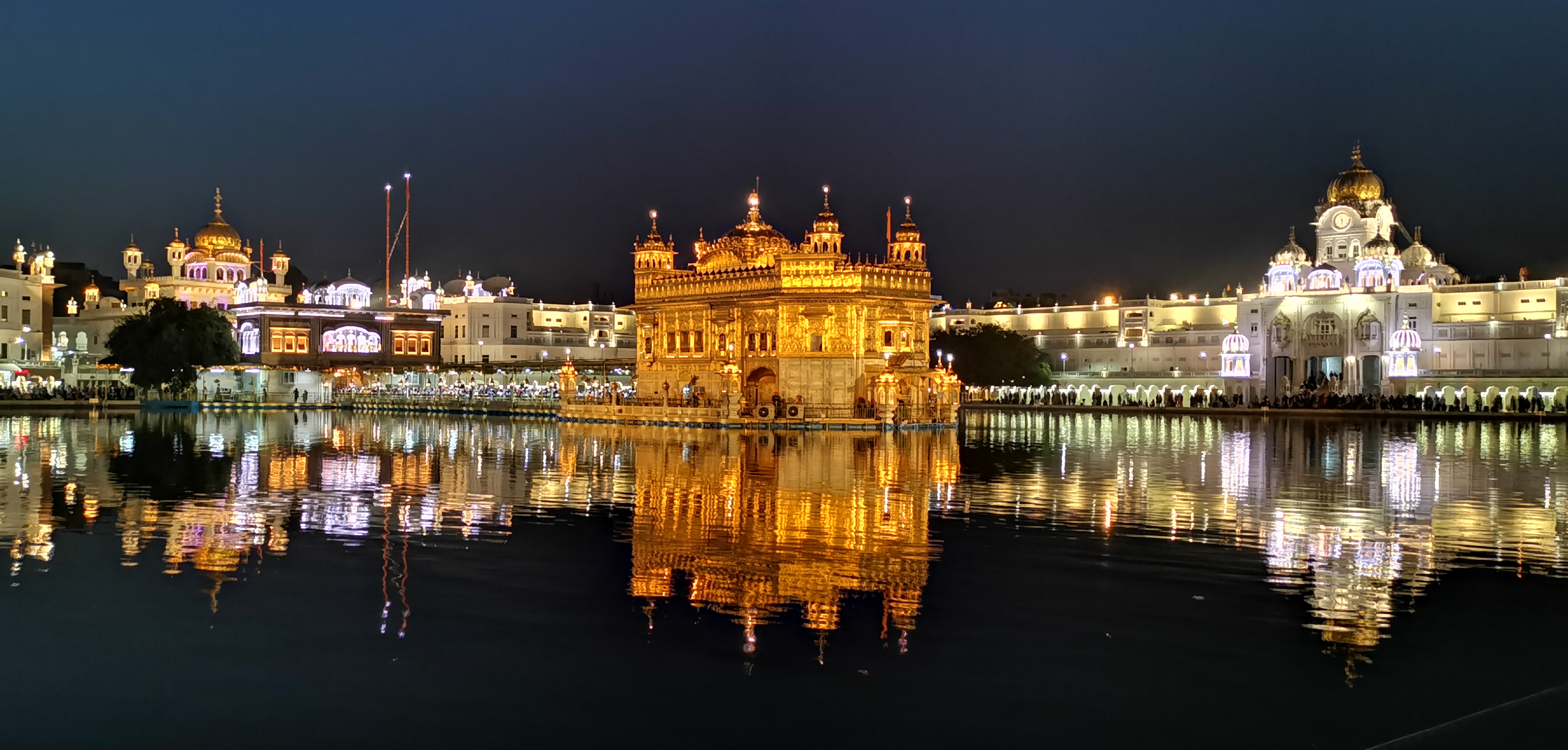
معبد طلایی یا هری مندیر صاحب (خانهٔ خالق) از زمان تکمیل آن در سال ۱۶۰۱ تاکنون بارها بازسازی شده‌است.

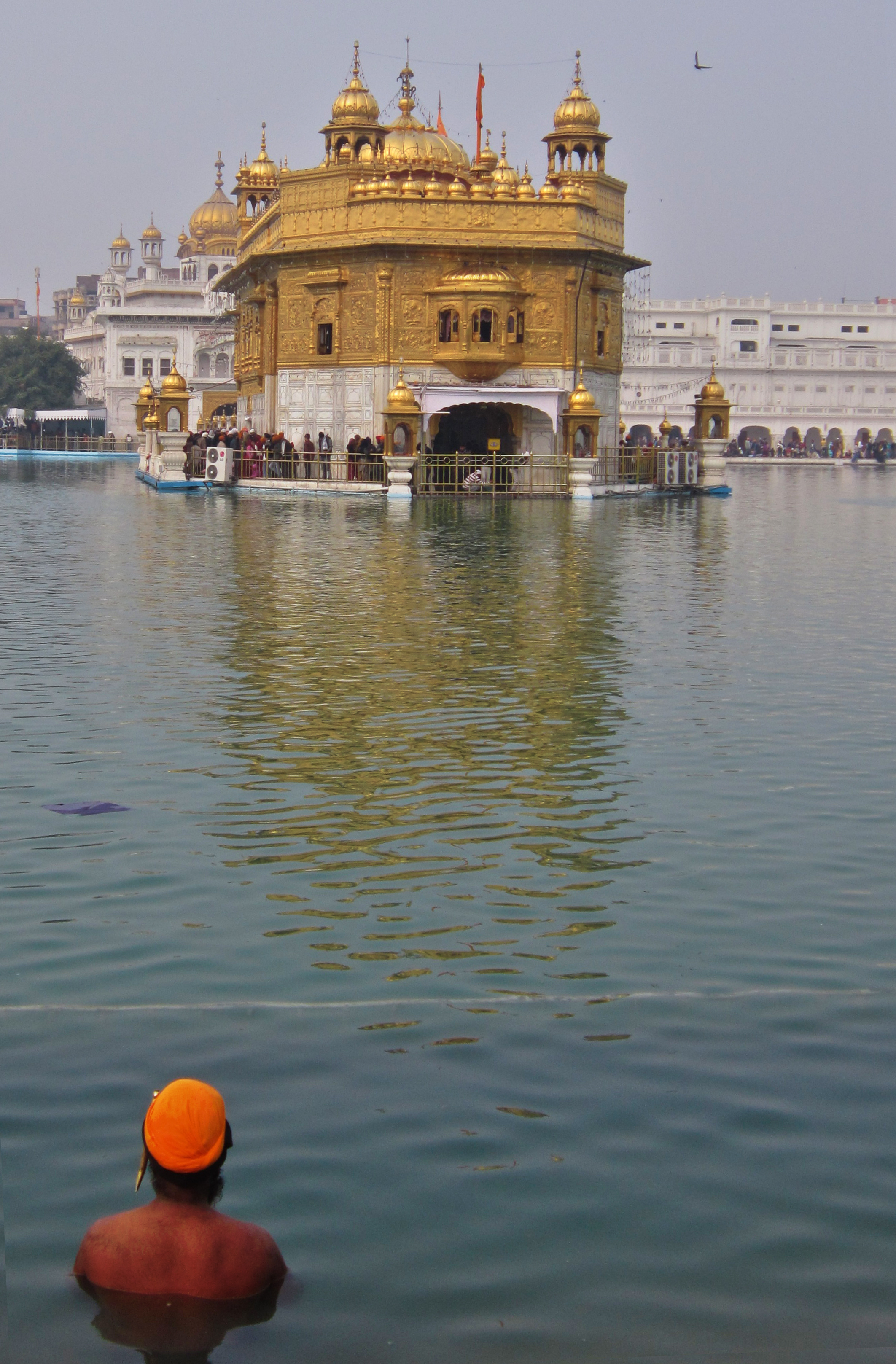
زائر سیک در گردواره معبد طلایی در امریتسار، هند.

آیین سیک (به پنجابی: ਸਿੱਖੀ) (به معنی شاگرد) یا سیکیسم فلسفه و دینی یکتاپرستانه است که در سده پانزدهم میلادی در منطقه پنجاب از شبه‌قارّهٔ هند بنیان نهاده شد. باورهای بنیادین دین سیکی باور و مراقبه به نام یک خالق، یگانگی و برابری همهٔ نوع بشر، درگیری در خدمت عاری از خودپرستی، تلاش برای عدالت اجتماعی برای منفعت و شکوفایی برای همه، و رفتار و زندگی صادقانه و زیست یک حیات خانوادگی است. این آیین با بیش از ۲۵ میلیون پیرو، پنجمین دین سازمان‌یافته جهان است.
آیین سیک با تولد گورو نانک در ۱۴۶۹ میلادی شروع شد و ده گوروی پسین این دین را تثبیت کرده و طی قرون متمادی گسترش دادند. گورو گوبیند سینگ، آخرین گورو به شکل انسانی، پیش از مرگ، در ۱۷۰۸ فرمان داد که تنها متن مقدس، گورو گرانت صاحب، گوروی دائمی و نهایی سیک‌ها خواهد بود. در فلسفهٔ دینی سیک‌ها، منظور از واژهٔ گورو خداست، و خدا و گورو اغلب در متون مقدس سیکی مترادفند.
بر طبق گفته‌های سیوا سینگ کالسی، «اصلی‌ترین آموزه آیین سیک، یکتاپرستی است.» این آیین، زندگی‌های روحی و مادی را به یکدیگر متصل می‌داند. گورو نانک، بنیان‌گذار این دین، سیستم لنگر (آشپزخانه همگانی) را برای بیان نیاز به اشتراک و برابری در میان مردم بنیان نهاد. دین سیکی تأکید شدیدی بر سیمران (مراقبهٔ واژگان گورو گرانت صاحب) دارد.
توسعهٔ دین سیک تحت تأثیر جنبش بهکتی بود. دین سیکی هنگام حکمرانی امپراطوری گورکانی در منطقه توسعه یافت. دو تا از گوروهای سیک، گورو ارجن و گورو تیغ بهادر، پس از خودداری از گرویدن به اسلام، از سوی فرمانروایان گورکانی هند شکنجه و اعدام شدند. دورهٔ آزار سیک‌ها توسط مسلمانان ایجاد خالصه را به عنوان جنبشی برای آزادی دینی کلید زد.

## تاریخچه
مذهب سیک، محصول اختلافات مذهبی سده ۱۵ میلادی است و مدعی است که چکیده نخستین آموزه‌های گورو نانک می‌باشد (پیامبر سیک‌ها زاده ۱۴۶۹م.)
داستان به‌وجود آمدن دین سیک به این صورت نقل شده که: گورو نانک، در جوانی، پاک و درستکار بود و همیشه در اندیشه به سر می‌بُرد. در یکی از روزهای سال ۱۴۹۹میلادی او گم شد و لباسهایش را در کنار رودخانه پیدا کردند؛ اما هرچه گشتند خودش را نیافتند. بعد از سه روز مرشد نانک ظاهر شد. در روز اول ساکت بود و هرچه از او سؤال می‌کردند که کجا بوده و چه اتفاقی برایش افتاده هیچ چیز نمی‌گفت؛ اما روز دوم به زبان آمد و گفت: «نه دینِ هندو و نه دین اسلام. پس من کدام راه را برمی‌گزینم؟ باید راه خدا را بروم. خدا نه مسلمان است و نه هندو و تنها راهی که باید بروم راه خداست.»
گورو نانک گفت که در آن مدت به بارگاه خدا برده شده بود و به او جامی داده شد تا بنوشد و گفته شد: «این جامی از یادِ نامِ خداست. آن را بنوش، من با تو هستم و به تو برکت می‌دهم و تو را می‌پرورم. هر کس تو را یاد کند من با او هستم. برو و با نام من شاد باش و به دیگران هم بیاموز که چنین کنند.»

## آموزه‌ها
مرکز سیک ایالت پنجاب است و بیشتر پیروان آیین سیک نیز پنجابی هستند. پرستشگاه‌های سیک‌ها از دیدگاه معماری به سبک معماری راجپوت هندو با عناصری از معماری اسلامی ساخته شده‌است. نیایشگاه زرین مقدس‌ترین پرستشگاه سیکهاست که در «آمریتسار» واقع است. از دیدِ گورو نانک، زندگی باید پر از فعالیت، خلاقیت، صداقت، وظیفه‌شناسی، خویشتنداری و خلوص نیت باشد. او این‌ها را از زندگی زاهدانه و پر از تفکر و عبادت، بهتر می‌دانست. او بر روی سه اصل مهم تأکید داشت: اول، کمک به نیازمندان، دوم، کسب روزی و درآمد، بدون فریبکاری و بهره‌کشی از زحمت دیگران و سوم، یاد همیشگی خدا جهت دوری از گناهان. پنج گناه بزرگ یا کبیره در دین سیک عبارتند از: خشم، طمع، دلبستگی به دنیا، شهوت و خودبینی یا تکبر.
برخی از کارهایی که برای پیروان دین سیک ممنوع است عبارتند از:
- کوتاه کردن موی سر
- مصرف مواد مخدر، الکل، تنباکو یا هر ماده دیگری که بدن را مسموم کند.
- خیانت به همسر: در دین سیک افراد باید به صورت فیزیکی و روانی به همسر خود وفادار بمانند.
- تقلید کورکورانه مذهبی مانند خرافات، روزه گرفتن، تطهیر مذهبی، ختنه کردن، عبادت گور مردگان و بت‌پرستی در دین سیک ممنوع است.
- توجه بیش از حد به مال و مادیات در این دین توصیه نمی‌شود.
- قربانی کردن جانوران: مراسم قربانی کردن حیوانات برای جشن گرفتن مناسبتهای مذهبی در این دین ممنوع است.
- پیرو دین سیک نباید به صورت منزوی، گدا یا یوگی یا راهب و تارک دنیا زندگی کند.
- حرف‌های بیهوده: لاف زدن، دروغ گفتن، تهمت زدن، غیبت کردن و غیره… در دین سیک ممنوع است.
- طبقه راهبان یا روحانیون در دین سیک وجود ندارد. دهمین راهنمای بزرگ سیک به این رسم پایان داد.
- خوردن گوشت حیوانی که طی مراسم مذهبی کشته شده باشد ممنوع است. (مانند گوشت حیوانی که ذبح شده یا به روش «کوتا» کشته شده‌است)
- هر گونه رابطه جنسی قبل از ازدواج یا خارج از ازدواج برای پیروان دین سیک ممنوع است.

## کتاب مقدس
پنجمین رهبر سیک‌ها که گورو ارجن خوانده می‌شود، معبدی از طلا در شهر امریتسار هند بنا کرد و کتابی به نام گرانت صاحب (GranthSahib) را گردآوری کرد که مهم‌ترین کتاب مقدس آئین سیک است.
به باور سیک‌ها گورو از طرف خدا علمی پیدا می‌کرد که می‌توانست با آن، مردم را راهنمایی کند و بگوید که خدا از آنها چه می‌خواهد و آنها چه کارهایی باید بکنند؛ مثلاً مرشد «هار کریشان» که مرشد هشتم سیک‌ها بود و از سال ۱۶۵۶ تا ۱۶۶۴ زندگی کرد، در سن پنج سالگی جانشین پدرش مرشد «هار رای» شد و بعد از اینکه در سن هشت سالگی درگذشت عمویش جانشین او شد. در پایان، بعد از ۱۰ مرشدِ انسانی، کتابِ گرانت صاحب به عنوان مرشد یازدهم و آخرین مرشد معرفی شد و دیگر این سلسلهٔ مرشدها به پایان رسید. مردم باید برای همیشه به این کتاب مراجعه کنند تا تکالیف و وظایف و راه درست زندگی کردن را بیاموزند. در دین سیک عنوان روحانی وجود ندارد و فقط می‌توان قاریِ گرانت‌صاحب شد، که این برای مرد و زن آزاد است. البته بعضی از قاری‌ها بسیار محترم هستند و مردم سؤالاتِ دینی‌شان را از آن‌ها می‌پرسند و قاری‌ها باید بتوانند معنیِ گفته‌های «گرانت‌صاحب» را برای مردم توضیح دهند.

## جهانبینی
سیک‌ها به تناسخ (تولد مجدد)، مایا و کارما مانند دیگر ادیان هندی معتقد هستند. سیک‌ها باور دارند که خدا جهان‌های بیشماری همچون جهان ما خلق کرده‌است. او جهان را به‌صورت تکاملی آفریده‌است نه به صورت یکجا و به شکل فعلی آن؛ یعنی این‌طور نبوده که خورشید و ماه و زمین با فرمان او به‌وجود آید؛ بلکه اول همه چیز به شکل هوا بود سپس به شکل آب درآمد و بعد از آن به شکل سنگ شد و از این شکل آخری، زمین و ماه و خورشید به‌وجود آمدند.

## عبادت
گورو نانک تعلیم می‌داد که تنها معبدی که مهم است، درون ما است.
سیک‌ها هم در خانه و هم با یکدیگر به عبادت می‌پردازند و سرودهایی از کتاب مقدس می‌خوانند. نقطه تمرکز عبادت آیین سیک واژهٔ «نام» است، اسمی الهی که درون همه وجود دارد. معابد سیک دارای غذاخوری هستند و ورود برای همه افراد بدون توجه به دین آنها آزاد هست.